# 无锡教育
江南地区一向是尚文重教之地，明清时期有所谓“江南进士甲天下”之称，而无锡在历代科举考试中也曾有“一榜九进士、三科六解元”的盛事。1898年，深受洋务运动思想影响的杨模在无锡城内开设了第一家新式教育小学：埃实学堂。次年8月，吴稚晖、俞复等人又创办了三等学堂，并编辑出版了中国第一套小学教科书：《蒙学读本》。此后，无锡现代教育不断发展，民国以后，更是诞生了在国学界留下浓厚一页的无锡国学专修学校。
当代，据统计，无锡籍的两院院士已达到了84名。

## 高等教育
- 江南大学：教育部直属、国家“211工程”[4]和“985工程优势学科创新平台”项目重点建设高校。[5]前身为无锡轻工大学，是1949年后由国立中央大学部分院系调整而来，2001年与江南学院、无锡教育学院合并为江南大学。江南学院原名即江南大学，是由无锡地方巨贾、实业家荣德生于1947年8月由投资创办，国学大师钱穆曾在校担任文学院院长。
- 无锡高等师范学校：创建于1911年，前身为江苏省立第三师范学校，钱松嵒、吴冠中、陈瘦竹等名家均为该校校友。
- 東南大學無錫校區：成立于1988年，原国家教委批准的首批重点大学分校之一。
- 无锡太湖学院：2002年创办，原为江南大学下设学院，2011年转设独立。系民办本科高校。
- 无锡学院：原南京信息工程大学滨江学院，2018年由南京迁无锡办学。

## 中等教育
- 江苏省天一中学：学校创办于1946年，钟英、王仲青等地方贤达，顺培育家乡子弟、造福桑梓之民望，创办学校，取名“私立无锡天一中学”。[6]1978年被确定为省首批办好的16所重点中学之一，1990年被省教委确认为“江苏省首批合格重点高中”。[7]
- 无锡市第一中学：创建于清宣统三年（1911年），历经变迁至今。现为江苏省重点学校、国家级示范高中。曾与常州中学、苏州中学、扬州中学、南师附中并称为江苏教育界的“五朵金花”。
- 无锡市大桥实验学校：无锡市大桥实验学校创办于1993年8月，时名“无锡市大桥实验中学”，是改革开放以来无锡市人民政府批准成立的第一所民办学校，2012年更名为无锡大桥实验学校。
- 无锡市辅仁高级中学：原为教会学校，最初是1918年由上海圣约翰大学无锡籍校友创办，为当时无锡设施最先进的学校，拥有理化实验室和阶梯教室，抗战爆发后曾辗转于上海办学。1949年后改称无锡市第二中学，2003年復名，现为江苏省重点学校、国家级示范性高中。
- 无锡市第三高级中学：1920年，邑人高阳变卖全部家产，创办私立无锡中学，被高阳所感动的经学大师唐文治，不收分文受聘任校长长达十年。2007年与无锡市中山高中（市第八中学）合并成立无锡市第三高级中学。
- 无锡市第一女子中学：是由上海致用大学校长、无锡教育会会长侯鸿鉴分别于1905年及1912年创建的私立竞志女中和县立第一女中合并而来。无锡第一女中在1949年以后与市东初中合并，改为男女合校的市第十一中学，2000年又与市十二中（即原竞志女中）合并为东林中学，2006年恢复女校办学，復名无锡市第一女中，是1949年后江苏第一个恢复女校的中学。
- 江苏省锡山高级中学：由实业家匡仲谋于1906年在无锡城东创办。1949年以后更名为无锡县中学，1996年更名为江苏省锡山高级中学至今。
- 无锡市公益中学：是1919年由实业家荣宗敬、荣德生兄弟创办，首任校长乃无锡籍名教育家胡雨人。1949年后改称无锡市第五中学，文革时因校址地处郊区与军区，是当时教师下放、军眷子弟受学的首选。1983年復名公益中学。现已与无锡汽车工程学校合并为交通技师学校。
- 江苏省南菁高级中学：前身为建立于1882年的江阴南菁书院，在当时是江苏全省的最高学府和教育中心。于鬯、钮永建、汪曾祺等名士曾就读该校。
- 江苏省宜兴中学：创建于1928年，是江苏省重点学校、国家级示范性高中。蒋南翔、虞兆中等名士均为该校校友。

## 初等教育
- 无锡市连元街小学：开办于1898年，是无锡最早的一所新式教育高等小学，初名竢实学堂，民国后以校址所在地为名，改称县立连元街小学。1949年后一度更名为东方红小学，1978年恢复原名，现为省、市重点小学。[8]
- 无锡市东林小学：1902年8月，奉诏，东林书院改办为新式教育的东林学堂，民国肇建后改为县立第二小学，1927年起更名为东林小学。1949年后一度更名为红卫兵小学，1977年恢复原名。钱基博、钱锺书、薛暮桥等诸多地方名流在在校任教就读。
- 无锡师范附属小学：由江苏省立第三师范学校校长、无锡籍名教育家顾倬创办于1913年，因顾倬曾留学日本，故以日本东京高等师范（现筑波大学）附属小学为蓝本建设，1915年该校成立无锡第一个小学童子军组织，1937年11月11日，原校为日军轰炸机炸毁而停办，抗战胜利后，又借孔庙恢复办学。1949年后，曾为中共干部子弟学校，1982年被定为江苏省实验小学。
- 无锡市五爱小学：前身为中共淮南干部子弟学校、雪枫干部子弟学校和华东干部子弟学校。1949年后与苏南其他干部子弟小学合并，1953年，由中共华东局以“爱祖国、爱人民、爱劳动、爱科学、爱护公共财物”命名为五爱小学。
- 无锡市南长街小学：原是无锡基督教监理会在1911年所创办的东吴第八小学，后称明德小学。校内建有耶稣大礼堂，该建筑直到1984年才被拆除。1949年后改为公办至今，是江苏百所名小学之一。